# ژانگ یینگ (بازیکن هاکی روی چمن)
ژانگ یینگ (انگلیسی: Zhang Ying؛ زادهٔ ۲۹ اوت ۱۹۹۸) بازیکن هاکی روی چمن اهل چین است.
وی در مسابقات کشوری و بین‌المللی در مجموع برندهٔ ۱ مدال طلا، ۲ مدال نقره، ۱ مدال برنز شده است.